# 671 v. Chr.
Portal Geschichte | Portal Biografien | Aktuelle Ereignisse | Jahreskalender | Tagesartikel

◄ |
8. Jahrhundert v. Chr. |
7. Jahrhundert v. Chr. |
6. Jahrhundert v. Chr. |
►

◄ | 690er v. Chr. | 680er v. Chr. | 670er v. Chr. | 660er v. Chr. |
650er v. Chr. |
►

◄◄ | ◄ | 674 v. Chr. | 673 v. Chr. | 672 v. Chr. | 671 v. Chr. |
670 v. Chr. |
669 v. Chr. |
668 v. Chr. |
► |
►►

## Ereignisse

### Politik und Weltgeschehen
- 10. Regierungsjahr des assyrischen und babylonischen Königs Asarhaddon (671 bis 670 v. Chr.): Der Angriff auf Ägypten beginnt am 16. Juni[1] (3. Du'uzu). Pharao Taharqa aus der nubischen 25. Dynastie verliert diese und zwei weitere Schlachten (29. Juni[1] und 1. Juli[1]). Am 5. Juli[1] erobert Assarhaddon Memphis. Taharqa flieht; sein Sohn Nisuonuris und ein Bruder werden gefangen genommen. Necho I. wird als assyrischer Statthalter und Pharao (König) von Sais sowie Memphis eingesetzt.

### Wissenschaft und Technik
- 10. Regierungsjahr des babylonischen Königs Assarhaddon:
  - Im babylonischen Kalender fiel das babylonische Neujahr des 1. Nisannu auf den 16.–17. März[1]; der Vollmond im Nisannu auf den 29.–30. März[1] und der 1. Tašritu auf den 8.–9. Oktober[1].[2]
  - Der am 9. September[1] beginnende Schaltmonat Ululu II wird ausgerufen.